# Love You like a Love Song
«Love You like a Love Song» es una canción interpretada por la banda estadounidense Selena Gomez & the Scene e incluida en su tercer álbum de estudio When the Sun Goes Down, de 2011. Fue escrita por Adam Schmalholz, Antonina Armato y Tim James; estos dos últimos también se encargaron de su producción musical. Es un tema electropop y dance pop, en el cual la protagonista expresa cómo se siente al comienzo de una nueva relación. Se lanzó para descarga digital el 17 de junio de 2011 a través de iTunes. Además de estar incluida en When the Sun Goes Down, la canción se incluyó en el disco recopilatorio de éxitos Much Dance 2012,. y en el videojuego Just Dance 4. En 2014, Selena Gomez incluyó la canción en su primer álbum de grandes éxitos y último lanzamiento con Hollywood Records, For You.
Recibió buenos comentarios por parte de los críticos musicales, llegando a ser catalogada como una de las más destacadas del disco. También contó con un buen desempeño comercial alrededor del mundo: en los Estados Unidos se ubicó en el puesto número 22 de la lista Billboard Hot 100, el número 6 de Pop Songs y el número 1 de Dance/Club Play Songs. Recibió además cuatro discos de platino por parte de la RIAA, por vender más de cuatro millones de copias digitales en dicho país, mientras que en Australia y Suecia fue certificado como disco de oro.
Su vídeo musical fue dirigido por Geremy Jasper y Georgie Greville, y se estrenó el 23 de junio de 2011 en VEVO. La banda interpretó el sencillo en distintos lugares alrededor del mundo, entre los que se encuentran el programa matutino estadounidense Good Morning America y los Teen Choice Awards 2011, donde ganó la candidatura de mejor canción de amor. El elenco de la serie Glee realizó una versión de la canción en el decimonoveno episodio de su tercera temporada, «Prom-asaurus».

## Antecedentes y composición

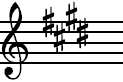
La canción está compuesta en la tonalidad de do sostenido menor.

A través de su cuenta de Twitter, el equipo de Rock Mafia confirmó que el nombre difundido, «Love You like a Song», no era correcto y que el nombre verdadero del tema era «Love You like a Love Song» o «Lovesong». Finalmente, se lanzó como sencillo el 17 de junio de 2011 a través de iTunes.
El tema fue compuesto por Tim James, Antonina Armato y Adam Schmalholz, mientras que su producción estuvo a cargo de Rock Mafia. «Love You like a Love Song» es una canción pop que se deriva de los géneros electro pop y dance pop, al mismo tiempo que incorpora un ritmo eurodance. De acuerdo con la partitura publicada en Musicnotes.com por Sony/ATV Music Publishing, el registro vocal de la vocalista en la canción se define en un tempo moderado de 120 pulsaciones por minuto y está compuesta en la tonalidad de do sostenido menor. El registro vocal de Gomez se extiende desde la nota mi♯3 hasta la nota do♯5. En la letra de la pista, Gomez expresa a su novio lo que siente por él[cita requerida]: «You are beautiful, like a dream come alive [...] there's no way to describe what you do to me» —en español: «Eres hermoso, como un sueño hecho realidad [...] no hay manera de describir lo que me haces sentir»—.
En una entrevista con E! News, declaró que el tema habla de «una nueva y emocionante relación donde siento mariposas», y añadió:

«Esta es una canción divertida y quiero que sea realmente formal, diferente y creo que lo hemos logrado, está hablando básicamente acerca de cuán loco estás por alguien cuando sea que esté empezando una relación. Es la etapa de luna de miel, si lo prefieres llamar así. Porque sólo tengo 18 años, creo que se supone que el amor es realmente divertido. Así es como yo lo interpreto, en este momento de mi vida».

En una entrevista con Billboard describió cada tema del álbum. En la descripción de «Love You like a Love Song» comentó que es «una de esas canciones que es adictiva a causa de ser repetitiva en el buen sentido. Es una de esas canciones que no puedes sacarte de la cabeza».
Bill Lamb del sitio web About.com afirmó que «es una mezcla simple sobre la euforia del primer amor, pero todo sigue y nos envía a las nubes acolchonadas del romance». Jody Rosen de la revista Rolling Stone dijo que es «una declaración de amor entre jóvenes».

## Recepción

### Comentarios de la crítica
La canción recibió comentarios tanto positivos como negativos por parte de los críticos. John Bergstrom de PopMatters, en su revisión de When the Sun Goes Down, declaró que: «Sí, "Love You like a Love Song" se beneficia de un gran título, y el ritmo al estilo eurodisco es creíble, pegadizo, e incluso sensual. Pero se deshace todo con un tartamudeo».
Bill Lamb del sitio web About.com dijo que «el ritmo pulsante es hipnótico mientras [Gomez] introduce nuevos detalles emocionales a su voz». Blair Kelly de musicOHM dio una crítica negativa a la pista comentando: «When the Sun Goes Down abre con el irritante "Love You like a Love Song", que suena como un lado B de algún sencillo de Lady Gaga».
Por su parte, Victoria Meng, del sitio web TheCelebrityCafe.com, comentó que:

«Los versos con menos auto-tune son decentes, pero no demasiado como para hacer la canción aceptable, en vez de excelente. Dado lo anterior, "Love You like a Love Song" es un título apropiado para la pista. Aunque la mayoría de la gente intenta que sus temas de romances tengan una mayor calidad».

### Desempeño comercial
En los Estados Unidos, «Love You like a Love Song» se ubicó en la posición número 22 del conteo Billboard Hot 100 y en la 16 de Digital Songs. Además recibió cuatro discos de platino por parte de la RIAA. Para agosto de 2014, había vendido 2 611 000 de copias solo en los Estados Unidos, lo que lo convirtió en el sencillo más vendido de la banda, así como también de Gomez como solista. Igualmente, ingresó en la posición 10 de la lista canadiense Canadian Hot 100.
En Pop Songs llegó a la posición 6, mientras que en Radio Songs la 15. Por otro lado, en la lista de Australia alcanzó el puesto 48. Además fue certificado disco de oro por la Australian Recording Industry Association por haber vendido más de 35 000 copias en el país.
En Nueva Zelanda llegó a la posición 21.
En Rusia alcanzó el número uno, mientras que en Eslovaquia el número 3. Tanto en España como en Suecia, el tema llegó al puesto 41. En el UK Singles Chart del Reino Unido, alcanzó su posición más alta en el puesto número 58. En el Tracklisten de Dinamarca, el sencillo llegó al puesto 31. En las listas de Bélgica, la canción se posicionó en el puesto 15 en el Ultratop 50, mientras que en el Ultratop 40 del mismo país llegó a la posición 14. En el ROMANIAN TOP 100 de Rumania, la pista obtuvo la posición número 70 y en Irlanda, el puesto 49. En las listas de Hungría, alcanzó el puesto 11 en el Dance Top 40 y el puesto 2 en el Ràdiós Top 40.

## Vídeo musical

### Antecedentes

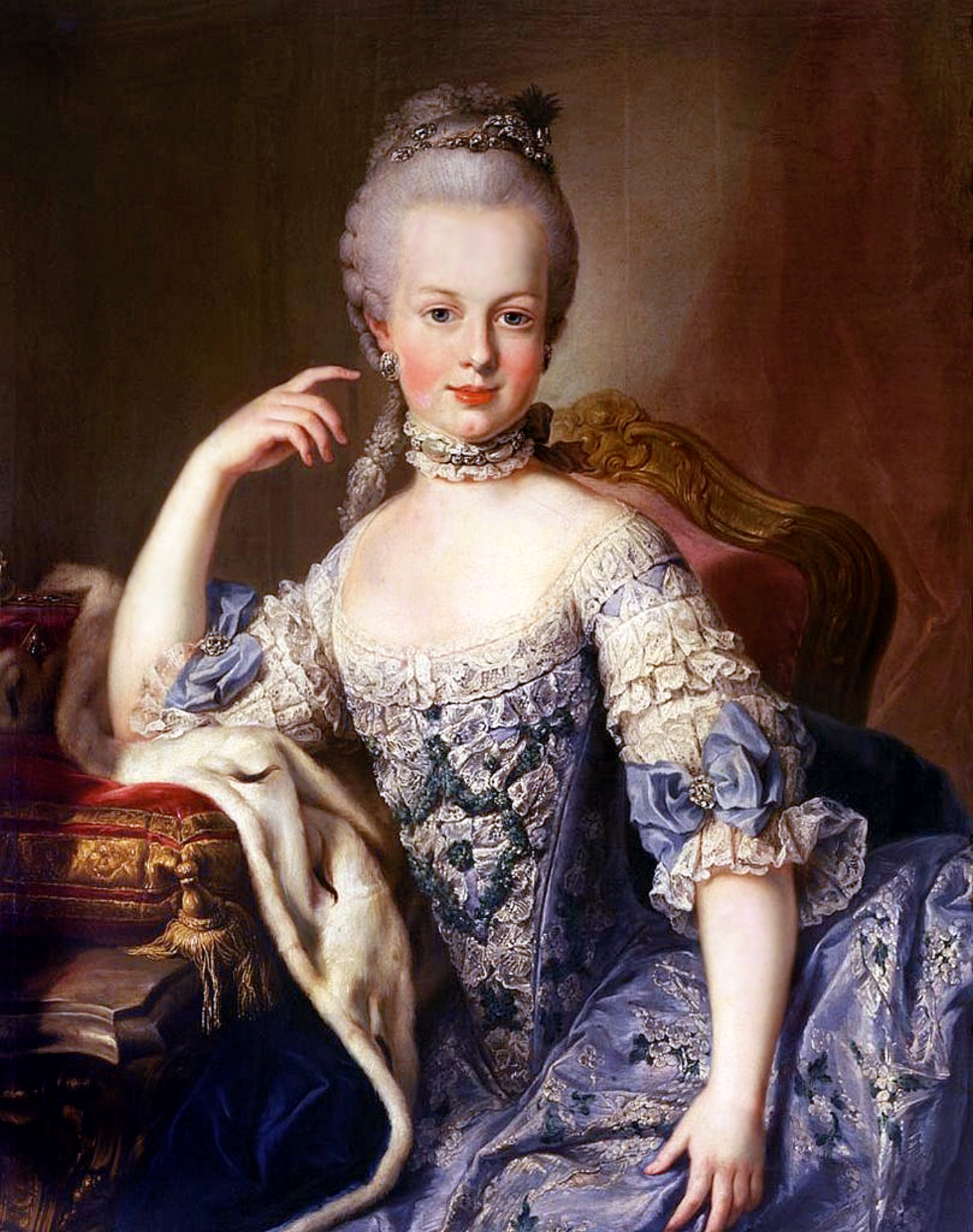
Durante el vídeo, Gomez usa un vestido que recuerda a María Antonieta. En la imagen, María Antonieta, en un cuadro de Martín van Meytens. Dicha actuación fue alabada por algunos críticos.

El vídeo musical del tema fue dirigido por Geremy Jasper y Greville Georgie, quienes han dirigido vídeos para artistas como Goldfrapp y Florence and the Machine. Fue filmado el 19 de mayo de 2011 en Malibú, California, y se lanzó el 23 de junio del mismo año en VEVO. En una entrevista detrás de escenas, la vocalista de la banda comentó que «es el vídeo más loco que he hecho [...] algunas veces cuando estás enamorado, hay cosas que no se pueden explicar y no tienen sentido. Así es como me siento cuando estoy enamorada». El 21 de octubre de 2011 fue estrenada en la página oficial de YouTube de la cantante, SelGomez, una versión alternativa del vídeo, de la remezcla hecha por el disc jockey Dave Aude.

#### Trama
El vídeo comienza con un joven cantando «Naturally» fuera de tono en un karaoke japonés. La presentadora del lugar llama a Gomez al escenario, donde ella comienza a cantar el tema. Mientras canta se transmiten imágenes en una pantalla. La primera escena cuenta con la cantante junto con un hombre hippie mientras caminan por una playa. Después, la escena cambia y ella aparece recostada en un piano vestida como María Antonieta de Austria, mientras un hombre toca el instrumento. Ella mira una pantalla donde se ve a un mundo futurístico, en donde la cantante y otro chico están en un auto ochentero. Luego, se ve a la cantante vistiendo un corsé de piedras coloridas y una falda tutú en medio de una pradera de césped rosa y alto. Rodeada de mariachis, la protagonista intenta reventar una piñata con un sable láser. Finalmente, cuando revienta la piñata, de ella sale una gran cantidad de confeti. La escena vuelve a cambiar, mostrando a la cantante en el karaoke delante de unas pantallas que muestran a los cuatro pretendientes de Selena. Durante este momento, los cuatro chicos llegan al karaoke para ver a Gomez cantar. Al finalizar la canción, le ofrecen una pequeña ovación y la representante la despide del escenario.

### Recibimiento
| «Gomez, una de las jóvenes estrellas de Disney, está mejor que nunca en este nuevo vídeo musical, que tiene lugar en un bar de karaoke en lo que probablemente es Japón [...] Ella nunca se ha visto mejor en escena con el pelo rizado, maquillaje vibrante y con un vestido metálico corto». — Sam Stevenson, crítica de TheCelebrityCafe.com. |

Jocelyn Vena de MTV comentó que «aunque Selena Gomez haya nacido en 1992, eso no significa que la estrella adolescente no sienta algo de nostalgia por la cultura de los años 1980. En el nuevo vídeo musical "Love You like a Love Song", la chica de dieciocho años nos recordó la época de oro de los videos musicales». Becky Bain de Idolator.com hizo una crítica negativa al vídeo y comentó: 

«Bien, la mayor parte de las escenas no tiene nada que ver con las demás, pero es una buena excusa para mostrar a Selena con atuendos graciosos, más que dedicar un vídeo entero para que combine con una pieza de Mozart del siglo XVIII».

Tanner Stransky de Entertainment Weekly dijo que «Gomez se divierte mucho con la temática del karaoke y la vemos mutar en numerosas escenas visualmente impactantes durante la canción, con la letra en la pantalla para seguirla». E! dijo que el vídeo estaba influenciado por Justin Bieber. Impre.com declaró que Gomez protagoniza un «divertido y muy sexy video», además comentó que «[en él Selena] muestra por qué es una de las estrellas juveniles más populares del momento». El sitio The Round Table Online lo llamó «melancólico».

### Controversia

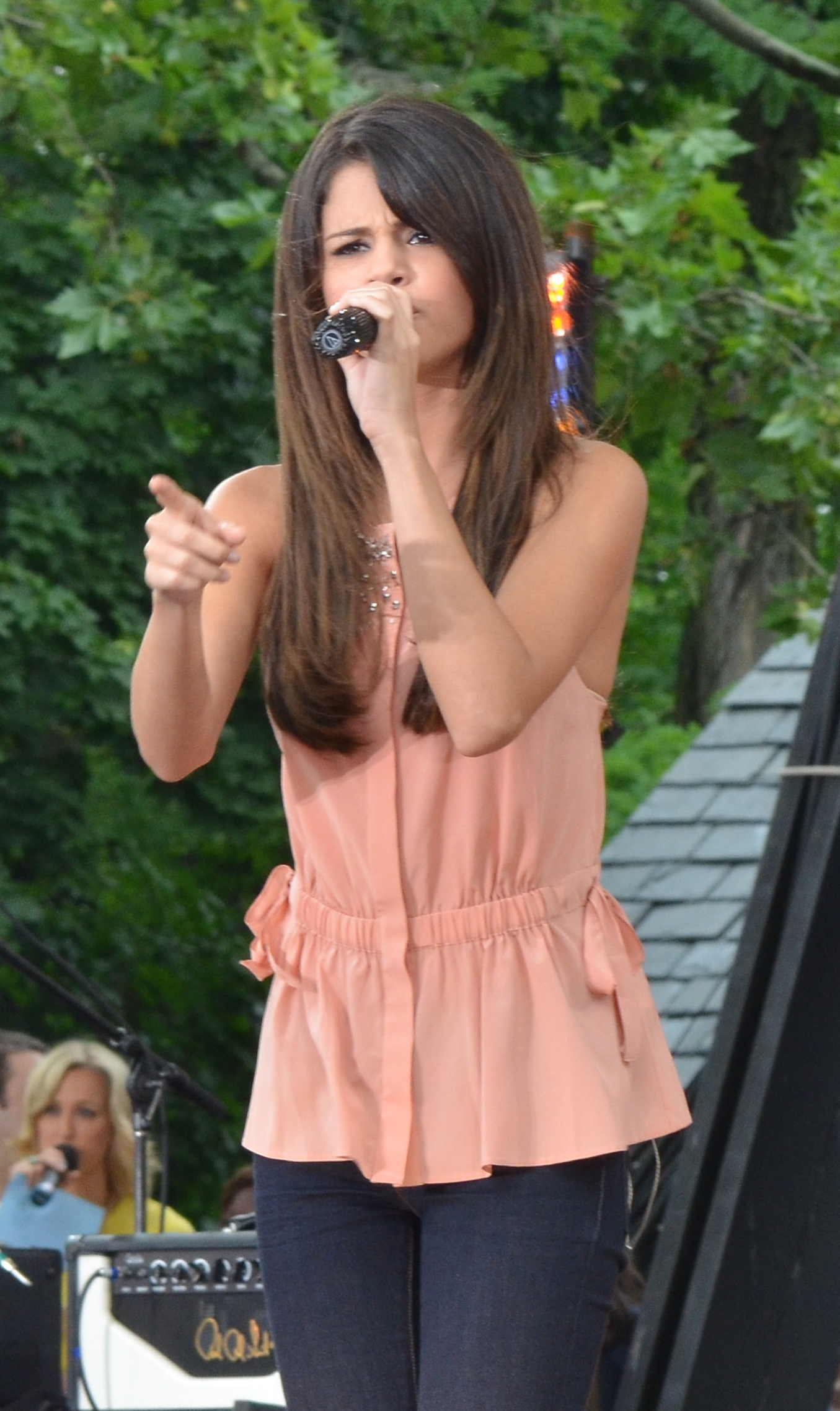
Gomez interpretando la canción en Good Morning America, en 2011.

A principios de junio, se difundieron imágenes del vídeo musical, en donde se mostraban caballos pintados de rosa. Las imágenes llamaron la atención de la cantante P!nk, quien expresó su disconformidad en Twitter, al comentar que:

«Si hay algún activista a favor de los animales cerca de Malibú, más concretamente en Leo Cabrillo State Beach, sólo quiero decirle que están usando caballos pintados de color rosa para grabar un estúpido vídeo musical. Que vergüenza».
Tweet de P!nk

De acuerdo con E! News, Selena no sabía que los animales serían pintados para el vídeo, ya que pensó que se haría empleando tecnología de postproducción. Un miembro de la producción expresó que cuando «la cantante llegó al set se sorprendió al ver a los caballos así, pero no pudo hacer nada».
Sin embargo, el representante de Selena Gomez dijo que «se empleó pintura en polvo, de origen vegetal y no tóxica, que fue aplicada con un aerógrafo pudiéndose quitar con agua. Un responsable de la Sociedad Protectora de Animales estuvo en el set de grabación para supervisarlo».
Como respuesta, la organización de PETA afirmó que no hay manera segura de pintar caballos ni ningún otro animal vivo o muerto.
Tiempo después, Selena solicitó que las imágenes de los caballos pintados fueran eliminadas del vídeo. James Dihn de MTV Newsroom comentó que Gomez no era la primera celebridad en ser criticada por la PETA, nombrando al video musical de «Circus» de la cantante Britney Spears y citando a 50 Cent y Lady Gaga como ejemplos.

## Presentaciones en directo
La banda ha interpretado «Love You like a Love Song» en su gira mundial We Own the Night Tour. En la etapa norteamericana es la séptima canción del listado de pistas, mientras que en la sudamericana es la cuarta.
El 17 de junio de 2011, la banda tocó la canción en el programa Good Morning America junto con «Naturally» y «Who Says».
También se presentaron el 12 de julio de 2011 en Daybreak, durante su estancia en el Reino Unido como parte de la promoción de When the Sun Goes Down.
El 7 de agosto de 2011 la interpretaron en los Teen Choice Awards 2011, donde obtuvo el premio a mejor canción de amor, venciendo así a otros temas como «Just the Way You Are» de Bruno Mars, «Teenage Dream» de Katy Perry y «Mine» de Taylor Swift.
Después la cantaron en The Tonight Show el 19 de septiembre de 2011, y posteriormente en The Ellen DeGeneres Show el 17 de noviembre. Durante la interpretación, la vocalista usaba un vestido de color negro y una falda plateada, mientras que los demás miembros de la banda vestían trajes de color negro.
El 31 de diciembre de 2011, interpretaron una versión corta de «Love You like a Love Song» en el especial de año nuevo de MTV, MTV’S New Year’s Eve, junto con «Hit the Lights».

## Formatos y remezclas
- Descarga digital

| Descarga digital - Australia, Bélgica y Brasil |                             |          |  |
| N.º                                            | Título                      | Duración |  |
| 1.                                             | «Love You like a Love Song» | 3:08     |  |

| «Love You like a Love Song: The Remixes» - Australia EP |                                                      |          |  |
| N.º                                                     | Título                                               | Duración |  |
| 1.                                                      | «Love You like a Love Song» (The Alias Radio Edit)   | 3:28     |  |
| 2.                                                      | «Love You like a Love Song» (The Alias Extended Mix) | 5:47     |  |
| 3.                                                      | «Love You like a Love Song» (Dave Audé Club Remix)   | 6:27     |  |
| 4.                                                      | «Love You like a Love Song» (Dave Audé Radio Edit)   | 3:17     |  |

- Sencillo en CD

| Sencillo en CD — Estados Unidos |                                             |          |  |
| N.º                             | Título                                      | Duración |  |
| 1.                              | «Love You like a Love Song» (Radio Edit)    | 3:11     |  |
| 2.                              | «Love You like a Love Song» (Album version) | 3:09     |  |

| Sencillo en CD — Europa |                                                          |          |  |
| N.º                     | Título                                                   | Duración |  |
| 1.                      | «Love You like a Love Song» (Radio Versión)              | 3:08     |  |
| 2.                      | «Love You like a Love Song» (Radio Version Instrumental) | 3:08     |  |

| «Love You like a Love Song» — Club Remixes 1 |                                                                      |          |  |
| N.º                                          | Título                                                               | Duración |  |
| 1.                                           | «Love You like a Love Song» (Dave Aude Radio)                        | 3:17     |  |
| 2.                                           | «Love You like a Love Song» (Dave Aude Mixshow)                      | 5:42     |  |
| 3.                                           | «Love You like a Love Song» (Dave Aude Club Remix)                   | 6:27     |  |
| 4.                                           | «Love You like a Love Song» (Dave Aude Club Dub)                     | 5:42     |  |
| 5.                                           | «Love You like a Love Song» (DJ Escape & Tony Coluccio Radio Mix)    | 3:15     |  |
| 6.                                           | «Love You like a Love Song» (DJ Escape & Tony Coluccio Main Mix)     | 6:39     |  |
| 7.                                           | «Love You like a Love Song» (DJ Escape & Tony Coluccio Instrumental) | 6:39     |  |
| 8.                                           | «Love You like a Love Song» (DJ Escape & Tony Coluccio Dub Remix)    | 5:39     |  |
| 9.                                           | «Love You like a Love Song» (DJ Escape & Tony Coluccio A cappella)   | 6:39     |  |

| «Love You like a Love Song» — Club Remixes 2 |                                                                       |          |  |
| N.º                                          | Título                                                                | Duración |  |
| 1.                                           | «Love You like a Love Song» (Jump Smokers Main Mix)                   | 4:12     |  |
| 2.                                           | «Love You like a Love Song» (Jump Smokers Extended)                   | 4:37     |  |
| 3.                                           | «Love You like a Love Song» (Jump Smokers Instrumental)               | 4:07     |  |
| 4.                                           | «Love You like a Love Song» (Jump Smokers Dub)                        | 4:11     |  |
| 5.                                           | «Love You like a Love Song» (Jump Smokers A cappella)                 | 4:06     |  |
| 6.                                           | «Love You like a Love Song» (Mixin' Marc & Tony Svedja Radio Mix)     | 4:00     |  |
| 7.                                           | «Love You like a Love Song» (Mixin' Marc & Tony Svedja Club Remix)    | 5:49     |  |
| 8.                                           | «Love You like a Love Song» (Mixin' Marc & Tony Svedja Instrumental)  | 4:48     |  |
| 9.                                           | «Love You like a Love Song» (Mixin' Marc & Tony Svedja Peak Hour Dub) | 4:48     |  |

## Posicionamiento en listas

### Semanales
| País              | Lista                     | Mejor posición |             |
| 2011 — 2012       | 2011 — 2012               | 2011 — 2012    | 2011 — 2012 |
| ----------------- | ------------------------- | -------------- | ----------- |
| Australia         | Australian Singles Charts | 48             |             |
| Bélgica (Flandes) | Ultratop 50               | 15             |             |
| Bélgica (Valonia) | Ultratop 40               | 14             |             |
| Canadá            | Canadian Hot 100          | 10             |             |
| Dinamarca         | Danish Singles Chart      | 31             |             |
| Eslovaquia        | Radio Top 100             | 3              |             |
| España            | Top 50 Singles            | 41             |             |
| Estados Unidos    | Billboard Hot 100         | 22             |             |
| Estados Unidos    | Pop Songs                 | 6              |             |
| Estados Unidos    | Adult Pop Songs           | 13             |             |
| Estados Unidos    | Latin Pop Songs           | 21             |             |
| Estados Unidos    | Radio Songs               | 15             |             |
| Estados Unidos    | Digital Songs             | 16             |             |
| Estados Unidos    | Dance/Club Play Songs     | 1              |             |
| Francia           | French Singles Chart      | 17             |             |
| Hungría           | Dance Top 40              | 11             |             |
| Hungría           | Rádíos Top 40             | 2              |             |
| Irlanda           | Irish Singles Charts      | 49             |             |
| Líbano            | Lebanese Top 20           | 19             |             |
| México            | Mexico Airplay Chart      | 16             |             |
| Noruega           | Norwegian Singles Chart   | 14             |             |
| Nueva Zelanda     | Top 40 Singles            | 21             |             |
| Reino Unido       | UK Singles Chart          | 58             |             |
| Rusia             | Russian Music Charts      | 1              |             |
| Suecia            | Swedish Singles Charts    | 41             |             |

## Sucesiones
| Predecesor: «Moves like Jagger» de Maroon 5 con Christina Aguilera | Russian Music Charts — Sencillo número uno 16 de octubre del 2011 — 6 de noviembre del 2011     | Sucesor: «На большом воздушном шаре» de Ёлка                               |
| Predecesor: «Sexy and I Know It» de LMFAO                          | Dance/Club Play Songs — Sencillo número uno 10 de diciembre del 2011 — 16 de diciembre del 2011 | Sucesor: «I Like How It Feels» de Enrique Iglesias con Pitbull y The WAV.s |

## Certificaciones
| País           | Organismo certificador | Certificación | Simbolización | Ref.   |
| -------------- | ---------------------- | ------------- | ------------- | ------ |
| Australia      | ARIA                   | 100 000       | ●             | [ 10 ] |
| Estados Unidos | RIAA                   | 4 000 000     | 4▲            | [ 9 ]  |
| Noruega        | IFPI — Noruega         | 250 000       | ▲             | [ 79 ] |
| Rusia          | NFPP                   | 370 000       | ▲             | [ 80 ] |
| Suecia         | GLF                    | 100 000       | ●             | [ 11 ] |

### Anuales
| Bélgica (Flandes) | Flandes Singles Charts  | 89 |
| Canadá            | Canadian Hot 100        | 48 |
| Hungría           | Hungarian Airplay Chart | 35 |
| Rusia             | Russian Music Charts    | 2  |

| Canadá         | Canadian Hot 100     | 46 |
| Estados Unidos | Billboard Hot 100    | 83 |
| Estados Unidos | Pop Songs            | 37 |
| Estados Unidos | Radio Songs          | 62 |
| Estados Unidos | Adult Pop Songs      | 48 |
| Francia        | French Singles Chart | 83 |
| Hungría        | Rádios Top 40        | 29 |

## Premios y nominaciones
«Love You like a Love Song» recibió algunas nominaciones en distintas ceremonias de premiación. A continuación, una pequeña lista con las candidaturas que obtuvo:
| Año  | Ceremonia de premiación   | Premio                                | Resultado | Ref.   |
| ---- | ------------------------- | ------------------------------------- | --------- | ------ |
| 2011 | Teen Choice Awards        | Mejor canción de amor                 | Ganadora  | [ 16 ] |
| 2012 | MuchMusic Video Awards    | Mejor vídeo de un grupo internacional | Nominado  | [ 91 ] |
| 2012 | MTV Video Music Awards    | Mejor vídeo femenino                  | Nominado  | [ 92 ] |
| 2012 | Kids Choice Awards México | Canción favorita                      | Nominado  | [ 93 ] |

## Historial de lanzamientos
| País           | Fecha                | Formato                           | Ref.    |
| -------------- | -------------------- | --------------------------------- | ------- |
| Australia      | 17 de junio de 2011  | Descarga digital                  | [ 4 ]   |
| Bélgica        | 17 de junio de 2011  | Descarga digital                  | [ 65 ]  |
| Brasil         | 17 de junio de 2011  | Descarga digital                  | [ 66 ]  |
| Dinamarca      | 17 de junio de 2011  | Descarga digital                  | [ 94 ]  |
| Australia      | 20 de junio de 2011  | Radial                            | [ 95 ]  |
| Estados Unidos | 16 de agosto de 2011 | Radial                            | [ 96 ]  |
| Argentina      | 19 de agosto de 2011 | The Remixes EP — Descarga digital | [ 97 ]  |
| Australia      | 19 de agosto de 2011 | The Remixes EP — Descarga digital | [ 67 ]  |
| Bélgica        | 19 de agosto de 2011 | The Remixes EP — Descarga digital | [ 98 ]  |
| Brasil         | 19 de agosto de 2011 | The Remixes EP — Descarga digital | [ 99 ]  |
| Dinamarca      | 19 de agosto de 2011 | The Remixes EP — Descarga digital | [ 100 ] |
| España         | 19 de agosto de 2011 | The Remixes EP — Descarga digital | [ 101 ] |
| Finlandia      | 19 de agosto de 2011 | The Remixes EP — Descarga digital | [ 102 ] |

## Créditos y personal
- Selena Gomez: voz principal
- Tim James: compositor y productor
- Antonina Armato: compositora y productora
- Adam Schmalholz: compositor

Fuentes: Discogs y Musicnotes.